# 三杯茶
《三杯茶》（英語：Three Cups of Tea: One Man's Mission to Promote Peace ... One School at a Time）是一部由葛瑞格·摩頓森与大衛·奧利佛·瑞林合著的传记。于2006年经维京出版社首次出版，连续4年均保持在纽约时报“非小说类畅销书”榜单名列内。
《三杯茶》讲述了摩顿森从一名注册护士和登山者到人道主义者的转变历程。许多年来，摩顿森致力于帮助巴基斯坦和阿富汗的女孩们减少贫困和提高教育。随着他的人道主义工作的展开，他也成为了中亞協會的联合创办人之一。中亚协会是一个非盈利团体，据报道，截至2010年，这个团体已经建立了超过171所学校。中亚协会报道称这些学校为超过64,000名孩子（包括54,000名女孩）提供教育。 在此之前，在巴基斯坦和阿富汗的偏远地区，很少有教育机会存在。
英文原著的副标题引用自哈吉·阿里对摩顿森说的话：“第一次给巴尔蒂人敬茶，你是一个陌生人；第二次，你是一个尊贵的客人；第三次，你就是一个家人......”
2011年4月，作家乔恩·克拉考尔声称书中摩顿森的一些说法是虚构的，并指责他对中亚协会基金的管理不善。

## 中译本
- 2008年，《三杯茶》，黃玉華（译），馬可孛羅 ISBN 9789867247728
- 2009年，《三杯茶》，黄玉华（译）、严冬冬（校译），吉林文史出版社 ISBN 9787807027157
- 2009年，《三杯茶》，武建博、阎雪莲（合译），南海出版公司 ISBN 9787544244947

## 续集
副标题为Stones into Schools: Promoting Peace With Books, Not Bombs, In Afghanistan and Pakistan （页面存档备份，存于）的续作已由维京出版社于2009年12月1日出版，中文译本《三杯茶2：石头变学校》由南海出版公司于2010年10月出版。